# Font dels Gossos (Cabrils)
La Font dels Gossos es troba al Parc de la Serralada Litoral, la qual és una antiga font reconstruïda i organitzada per l'ADF Burriac l'any 2004.

## Descripció
Anomenada també La Fonteta, és una font senzilla i situada molt a prop del poble, sota una alzina de tres soques i amb un banc de fusta a cada banda. Té una aixeta de polsador amb un bon flux d'aigua, la qual és de la xarxa pública i, per tant, potable.

## Accés
És ubicada a Cabrils: al poble, cal prendre la pista dels Quatre Camins, que va des del final del carrer Quatre Camins fins al coll de Gironella. La font és a la dreta, on la pista travessa el torrent de Can Xinxa. Coordenades: x=447600 y=4599129 z=345.